# جزیره ریشیری
جزیره ریشیری (به لاتین: Rishiri Island) یک جزیره در ژاپن است.

## خصوصیات
جزیره ریشیری ۵٬۱۰۲ نفر جمعیت دارد و ۱٬۷۲۱ متر بالاتر از سطح دریا واقع شده‌است.